# Municipio de Lower Merion
El municipio de Lower Merion  (en inglés: Lower Merion Township) es un municipio ubicado en el condado de Montgomery en el estado estadounidense de Pensilvania. En el año 2000 tenía una población de 59.850 habitantes y una densidad poblacional de 975,3 personas por km². Lower Merion tiene el quinto ingreso per cápita más alto y el duodécimo ingreso familiar promedio más alto en los Estados Unidos con una población de 50,000 o más.

## Geografía
El municipio de Lower Merion se encuentra ubicado en las coordenadas 39°59′00″N 75°15′59″O / 39.98333, -75.26639.

## Demografía
Según la Oficina del Censo en 2000 los ingresos medios por hogar en la localidad eran de $86,373 y los ingresos medios por familia eran $115,694. Los hombres tenían unos ingresos medios de $77,692 frente a los $43,793 para las mujeres. La renta per cápita para la localidad era de $55,526. Alrededor del 4,5% de la población estaban por debajo del umbral de pobreza.